# Massinet Sorcinelli
Massinet Sorcinelli, né le 27 février 1922, à São Paulo, au Brésil, décédé le 12 août 1971, est un ancien joueur brésilien de basket-ball. 

## Palmarès
- 3e des Jeux olympiques 1948